# ماتي ديوب
ماتي ديوب (مواليد 22 يونيو 1982) هي ممثلة ومخرجة أفلام سنغالية فرنسية، لعبت دور البطولة في فيلم (35 rhums) للمخرجة كلير دينيس سنة 2008. كما أخرجت فيلم أتلانتيكس سنة 2019، حيث أصبحت أول مخرجة سوداء تتنافس على جائزة السعفة الذهبية، وهي أعلى جائزة في مهرجان كان السينمائي. وقد تمكّن فيلمها أتلانتيكس من الحصول على الجائزة الكبرى بمهرجان كان.

## حياتها المُبكّرة
وُلدت ديوب في باريس بفرنسا، وهي أحد أفراد عائلة ديوب السنغالية البارزة. والدها الموسيقي واسيس ديوب، ووالدتها كريستين بروسارد. وهي ابنة أخت المخرج السنغالي البارز جبريل ديوب مامبيتي.

## التعليم
تدربت ماتي ديوب في استوديو (Le Fresnoy) الوطني للفن المعاصر في فرنسا، وكذلك في (Palais de Tokyo).
درست ديوب في معهد رادكليف للدراسات المتقدمة من 2014 إلى 2015. أثناء مشاركتها في برنامج الزمالة الانتقائي لمركز دراسة الأفلام التابع للمعهد، كتبت سيناريو أول فيلم روائي طويل لها بعنوان (حريق، في المرة القادمة). في وقت لاحق، غيرت عنوان هذا الفيلم إلى ما يُعرف الآن باسم أتلانتيكس.

## مسيرتها

### الإخراج
ظهرت ماتي ديوب لأول مرة في الإخراج عام 2004. وفاز فيلمها القصير (Atlantiques) سنة 2009 بجائزة النمر في مهرجان روتردام الدولي للأفلام القصيرة، والجائزة الأولى في مهرجان ميديا سيتي السينمائي خلال أول ظهور لها في أمريكا الشمالية في عام 2009.
صدر فيلمها الوثائقي القصير (Mille soleils) في عام 2013. ركز الفيلم على الممثل ماغاي نيانغ، الذي كان نجم فيلم توكي بوكي الذي أخرجه خالها جبريل ديوب مامبيتي سنة 1973. تم عرض الفيلم في مهرجان تورونتو السينمائي الدولي لعام 2013، وتمت برمجته لاحقًا في متحف الفن الحديث (نيويورك) في عام 2014.
في عام 2019، أصبحت أول مخرجة سوداء تقدم العرض الأول لفيلمها في المنافسة خلال مهرجان كان السينمائي عندما تم اختيار فيلمها الطويل الأول أتلانتيكس للتنافس على السعفة الذهبية.
تم عرض أعمال ماتي ديوب في مهرجان البندقية السينمائي، ومهرجان نيويورك السينمائي، ومهرجان لندن السينمائي سنة 2012، ومهرجان فالديفيا السينمائي الدولي، بالإضافة إلى متحف الصورة المتحركة في 2013.

### التمثيل
ظهرت ديوب لأول مرة في التمثيل من خلال فيلم (35 rhums) للمخرجة كلير دينيس سنة 2008، حيث لعبت الدور الرئيسي لامرأة شابة في علاقة وثيقة مع والدها، حيث تجد صعوبة في تركه عندما تستعد للزواج. حصلت على ترشيح لجائزة لوميير لأفضل ممثلة واعدة عن دورها في الفيلم. في عام 2012، ظهرت في فيلم (Simon Killer) لأنطونيو كامبوس، وشاركت أيضا في كتابة السيناريو. استمرت ديوب في التمثيل بشكل متقطع في السينما والتلفزيون حتى عام 2016.

## الجوائز
- جائزة الدب الذهبي لأفضل فيلم عن فيلمها  داهومي- مهرجان برلين السينمائي 2024.[13]

## روابط خارجية
- ماتي ديوب على موقع IMDb (الإنجليزية)
- ماتي ديوب على موقع ألو سيني (الفرنسية)
- ماتي ديوب على موقع أول موفي (الإنجليزية)
- ماتي ديوب على موقع قاعدة بيانات الأفلام السويدية (السويدية)
- ماتي ديوب على موقع قاعدة بيانات الفيلم (الإنجليزية)
- ماتي ديوب على موقع كينوبويسك (الروسية)